# 加拿大峰
加拿大峰（英語：Canada Peak）是南極洲的山峰，座標77°37′S 162°50′E，位於維多利亞地，處於加拿大冰川西岸，海拔高度1,350米（4,430英尺），在1998年由新西蘭地理委員會命名，現時由南極條約體系管理。